# Lilla Laxtjärnen (Säfsnäs socken, Dalarna)
Lilla Laxtjärnen är en sjö i Ludvika kommun i Dalarna och ingår i Norrströms huvudavrinningsområde.